# Las Cabras
Las Cabras ist eine Stadt und Kommune in der Provinz Cachapoal in der Región del Libertador General Bernardo O’Higgins in Chile. Bei der Volkszählung im Jahr 2017 hatte sie 24.640 Einwohner. Die Gemeinde erstreckt sich über eine Fläche von 749,2 km².
Innerhalb der Gemeinde liegen unter anderem Städte wie El Manzano, La Palmería, Santa Inés, Llallauquén, Los Quillayes, Las Balsas, El Estero, Llavería, Punta Verde, Costa del Sol, Valdevenito, Santa Julia, Cocalán und El Carmen.

## Geschichte
Ende des Jahres 1540 traf der Eroberer Pedro de Valdivia ein, um die Bewohner des Landeszentrums zu unterwerfen. Nachdem die rebellischen Bewohner besänftigt waren, begannen sie mit der Übergabe von Land mit dem Encomienda-System. Um 1546 empfing Inés de Suarez, die einzige Frau, die die ersten Eroberer des Landes begleitete, als Encomienda die Indianerstädte Apoquindo, Melipilla, Peumo, Colchagua und Teno. Diese Ländereien reichten von den Bergen bis zum Meer. Sie heiratete Rodrigo de Quiroga, einem spanischen Kapitän, der sich der Ausbeutung der Goldvorkommen in Alhué und Cornellana widmete, die zuvor bereits von den Inkas ausgebeutet worden waren. Nach einigen Jahren, in denen die Encomienda weiterhin in der Macht der Nachkommen der Quiroga blieb, war Pedro Zerazo de La Barrera Encomendero von Peumo. Nach dessen Tod ist er Encomendero dieser Gegend von Juan de Madrid und bleibt noch einige Zeit unter der Herrschaft ihrer Nachkommen bestehen.
Diese Encomienda befand sich im Jahr 1700 im Besitz von Diego Blanco Encalada, der sie Manuel Calvo, dem ersten Marquis von Villapalma, vermachte. Ihm wurde der Titel „Marquéz de la Villa del Palmar“ verliehen, dafür bot er als Grundlage „Marquéz de la Villa del Palmar“ an. Offenbar akzeptierte das Gericht seinen Antrag, verlieh ihm jedoch den Titel Marquéz de Villapalma als Hommage an den Ort, an dem er geboren wurde. Die Nachkommen des Marquéz de Villapalma blieben viele Jahre lang Eigentümer dieser Encomienda.
Später begann man, diese Parzellen in große Ländereien aufzuteilen, als die Erben auftauchten. Im Jahr 1828 starb Martín Calvo und vermachte das Anwesen von Palmar, Codao und Las Cabras Frau María Josefa Calvo, verheiratet mit Manuel Cerdán. Im Jahr 1828 verkaufte er Las Cabras an Juan José Gandarillas, verlor es jedoch bei einer Auktion im Jahr 1872, bei der der Historiker Francisco Antonio Encina El Durazno kaufte. Die Versteigerung der Ländereien von Las Cabras ging an Victorino Garrido Falcón, der sie umgehend an seine direkten Nachkommen übergab. Anfang 1900 war Las Cabras im Besitz von Catalina Lizardo Urmeneta, die Federico Aldunate Palacios heiratete und mit dem sie zwei Kinder hatte: Federico und Amelia.
Im Jahr 1912 wurde in Llallauquén, dem ersten städtischen Gebäude, ein Nachbarschaftsrat gebildet, um in Llallauquén Beiträge zu zahlen und nicht nach Peumo zu reisen. Drei Monate später wurde der Erste Bürgermeister ernannt, und wegen der Banditen wurden auch Bezirksrichter ernannt und Viehdieben, die diese Region heimsuchten, stimmte der Nachbarschaftsrat von Llallauquén der Schaffung eines von der Gemeinde finanzierten Zivilpolizeikorps zu. Zu diesem Zeitpunkt nahmen die ersten Vorbereitungsschulen ihren Betrieb auf. 1918 brannte das Haus des Nachbarschaftsrates in Llallauquén nieder. Zu diesem Zeitpunkt begannen im Januar die Bemühungen, das neue Gemeindegebäude nach langen und langwierigen Verfahren in die Stadt Las Cabras zu verlegen. Am 28. Januar 1928 wurde die Gemeinde Las Cabras je nach Departement Peumo gegründet.
Der erste Bürgermeister der Gemeinde war René Vergara. Zu Beginn des Jahrhunderts kam auch die erste Eisenbahn in Las Cabras an, dem heutigen Busbahnhof. Das Gebiet war ein großer Getreideproduzent, das in großen Mengen auf dem Bahnhofsgelände gelagert und dann zum Hafen von Valparaíso verschifft wurde. So wuchs und entwickelte sich diese Gemeinde nach und nach.

## Bevölkerung
Laut der Volkszählung des Nationalen Statistikinstituts von 2002 hatte Las Cabras 20.242 Einwohner (10.621 Männer und 9621 Frauen). Davon lebten 7548 (37,3 %) in städtischen Gebieten und 12.694 (62,7 %) in ländlichen Gebieten. Die Bevölkerung wuchs zwischen den Volkszählungen 1992 und 2002 um 14,1 % (2504 Personen). Im Jahr 2017 zählte man 24.640 Personen.